# Saint-Pierre-des-Ifs (Eure)
Saint-Pierre-des-Ifs – miejscowość i gmina we Francji, w regionie Normandia, w departamencie Eure.
Według danych na rok 1990 gminę zamieszkiwało 181 osób, a gęstość zaludnienia wynosiła 29 osób/km² (wśród 1421 gmin Górnej Normandii Saint-Pierre-des-Ifs plasuje się na 720. miejscu pod względem liczby ludności, natomiast pod względem powierzchni na miejscu 591.).